# Harold Langen
Harold Langen (Maastricht, 27 oktober 1986) is een Nederlands roeier. Hij vertegenwoordigde Nederland bij verschillende grote internationale wedstrijden.
Langen begon met roeien bij de Maastrichtsche Watersportclub. In 2005 ging Langen Wiskunde studeren in Utrecht. Hier werd hij lid van de Utrechtsche Studenten Roeivereeniging "Triton". Langen begon hier in de lichte eerstejaars acht, echter na dit eerste jaar stapte hij over naar de zware klasse. 
Langen mocht in 2012 Nederland vertegenwoordigen op het FISU WK (Studenten WK) in de skiff. Hier eindigde hij op de 6e plaats. Zijn eerste internationale optreden was op de wereldbeker in 2013 in Luzern op de Rotsee. Langen was reserve en moest invallen, waarna een bronzen medaille werd behaald. Hierna werd hij een vaste kracht in de equipe van de Koninklijke Nederlandsche Roeibond.
In 2014 vertegenwoordigde Langen Nederland in het onderdeel dubbelvier. Hier werd een 14e plek behaald op het WK Roeien in Amsterdam, op de Bosbaan.
In 2015 werd Langen onderdeel van de vier-zonder stuurman. Op het WK roeien 2015 behaalde deze ploeg een zesde plek. Hiermee dwong hij een kwalificatie af voor de Olympische Spelen van Rio de Janeiro.
In 2016 werd tweemaal een bronzen medaille behaald op wereldbekers, in Varese en Luzern. Op de Olympische Spelen in Rio de Janeiro behaalden Langen, Peter van Schie, Govert Viergever en Vincent van der Want een vijfde plek in de vier-zonder mannen.

## Palmares

### Acht met stuurman
- 2013:  Wereldbeker III - 5:25,65

### Dubbel vier
- 2014: 12e EK - 5:59.36
- 2014: 11e Wereldbeker III- 5:59,88
- 2014: 14e WK - 5:44,09

### Vier zonder stuurman
- 2015: 5e EK - 5:59,85
- 2015: 4e Wereldbeker III - 6:01,52
- 2015: 6e WK - 5:55,26
- 2016:  Wereldbeker I - 6:10,89
- 2016:  Wereldbeker II - 5:58,29
- 2016: 5e OS - 6:08,38
- 2017:  Wereldbeker I - 6:11,40
- 2017:  Wereldbeker III - 5:54,72
- 2017: 4e WK - 5:58,53

### Twee zonder stuurman
- 2018:  NK - 6:25,01